# 索基林齊 (文尼察區)
49°10′16″N 28°36′29″E / 49.17111°N 28.60806°E
索基林齊（烏克蘭語：Сокиринці）是位於烏克蘭西南部文尼察州文尼察區的村莊，始建於1600年，面積1.94平方公里，海拔高度302米，2001年該城鎮人口1,275。